# Torgny lagman

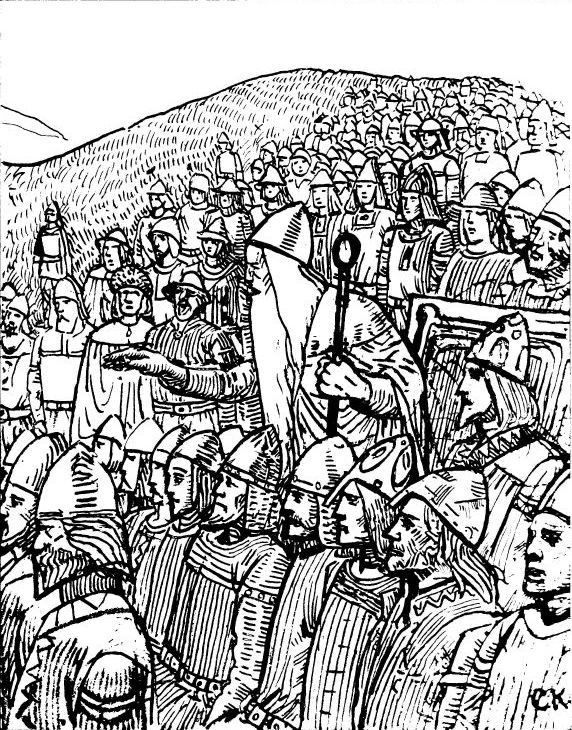
Torgny lagman vid Uppsala ting, av Christian Krohg.

Torgny lagman ska ha varit lagman i Tiundaland cirka år 1000, men är endast omtalad i Snorre Sturlassons Heimskringla. Historien om honom är sannolikt påhittad av Snorre.
Enligt Snorre skall Olof Skötkonung vid Uppsalatinget 1018 förespråkat en erövringspolitik riktad västerut, mot Norge. Men han fick genast bönderna, anförda av Torgny lagman, emot sig:
"Min farfar Torgny kunde minnas Uppsalakonungen Erik Emundsson och berättade om honom att han när han var i sin bästa ålder hade ledung ute varje sommar (...). Han lade under sig Finland och Kirjalaland (Karelen), Estland och Kurland (en del av Lettland)." Torgny fortsätter med att hävda att den rådande konungen låter sina skatteländer (i öst) glida bort för att i stället vara: "lysten på att hålla det norska väldet under sig som ingen tidigare sveakonung haft lystnad till [...]."
Torgny tvingade kungen sluta fred med norske kungen Olof Haraldsson vilket ledde till att kung Olof drog sig tillbaka till Västergötland.
Historien om Torgny innehåller flera felaktigheter och osannolikheter, varför inga detaljer kan tas för historisk sanning. Vidare innehåller historien stoff som påminner om situationen vid dess nedtecknande på 1220-talet, bland annat försök till svensk expansion i öster. Historien har dock använts som stöd för uppfattningar om de fria böndernas starka ställning och deras förhållande till kungamakten. Till det fåtal som relativt sent försökte hävda Torgny lagmans ursprung i en historisk person hörde Otto von Friesen.
På grund av sitt sätt att med folkets stöd sätta sig emot kungamakten och sin vilja till nordisk fred njöt Torgny lagman en viss popularitet i liberala kretsar under 1800-talet som historisk symbol.